# Guillaume Besse
Guillaume Besse (* 26. Januar 1976 in Paris) ist ein ehemaliger französischer Eishockeyspieler, der unter anderem sein Heimatland 2002 bei den Olympischen Winterspielen vertrat. 

## Karriere
Guillaume Besse begann seine Karriere als Eishockeyspieler in der Mannschaft der Clarkson University, für die er von 1995 bis 1998 in der NCAA aktiv war. Anschließend nahm er ein Jahr lang mit dem Team der Concordia University an der kanadischen Universitätsliga Canadian Interuniversity Sport teil. Von 1999 bis 2003 stand der Angreifer in seiner französischen Heimat bei Rouen Hockey Élite 76 in der Ligue Magnus unter Vertrag. Mit den Franzosen gewann er 2001 und 2003 jeweils die nationale Meisterschaft, sowie 2002 die Finalist Coupe de France. Zudem scheiterte er mit seinem Team in der Saison 1999/2000 erst im Finale der Coupe de France am Hockey Club de Caen. Er selbst erhielt im Anschluss an die Saison 2001/02 die Trophée Charles Ramsey als Topscorer der Ligue Magnus. In dieser Spielzeit hatte er in 36 Spielen 34 Tore erzielt und 24 Vorlagen gegeben. 
Für die Saison 2003/04 unterschrieb Besse bei Caron & Guay de Pont-Rouge in der kanadischen Ligue de hockey senior majeur du Québec. Es folgte eine Spielzeit bei seinem Ex-Club aus Rouen, in der er den Pokalsieg von 2002 wiederholen konnte. In den folgenden vier Jahren lief der Olympiateilnehmer von 2002 ausschließlich in der Nachfolgeliga der LHSMQ, der Ligue Nord-Américaine de Hockey, die als härteste Eishockeyliga der Welt gilt, auf, wo er für Caron & Guay de Trois-Rivières, Radio X de Québec und CRS Express de Saint-Georges auf dem Eis stand. 2009 beendete er im Alter von 33 Jahren seine Karriere. 

### International
Für Frankreich nahm Besse im Juniorenbereich ausschließlich an der U20-Junioren-B-Weltmeisterschaft 1996 teil. Im Seniorenbereich stand er im Aufgebot seines Landes bei der A-Weltmeisterschaft 1997, bei der er ohne Einsatz blieb und bei den B-Weltmeisterschaften 2001, 2002 und 2005. Des Weiteren vertrat er Frankreich bei den Olympischen Winterspielen 2002 in Salt Lake City sowie bei den Qualifikationsturnieren für die Winterspiele 2002 und 2006. 

## Erfolge und Auszeichnungen
| - 2000 Finalist Coupe de France mit Rouen Hockey Élite 76 - 2001 Französischer Meister mit Rouen Hockey Élite 76 - 2002 Trophée Charles Ramsey - 2002 Coupe de France-Gewinn mit Rouen Hockey Élite 76 | - 2003 Französischer Meister mit Rouen Hockey Élite 76 - 2005 Coupe de France-Gewinn mit Rouen Hockey Élite 76 - 2005 Ligue Magnus All-Star Team |